# Huize
Huize, tidigare stavat Hweitseh, är ett härad som lyder under Qujings stad på prefekturnivå i Yunnan-provinsen i sydvästra Kina.